# Philippe Halsman
Philippe Halsman (Riga, 2 mei 1906 – New York, 25 juni 1979) was een Amerikaanse portretfotograaf.

## Levensloop
Halsman werd in Riga geboren als zoon van een Joods echtpaar: Morduch (Maks) Halsman, een tandarts, en Ita Grintuch, een directrice van een middelbare school. Hij studeerde elektrotechniek in Dresden.
In september 1928 werd de 22-jarige Halsman beschuldigd van de moord op zijn vader tijdens een wandeltocht in Tirol, een gebied waar antisemitisme wijdverbreid was. Na een proces op basis van indirect bewijs werd hij veroordeeld tot vier jaar gevangenisstraf. Zijn familie, vrienden en advocaten zetten zich in voor zijn vrijlating en kregen daarbij steun van Thomas Mann en verschillende Europese joodse intellectuelen, waaronder Sigmund Freud, Albert Einstein, Jakob Wassermann, Erich Fromm, Paul Painlevé, Heinrich Eduard Jacob en Rudolf Olden, die zijn onschuld bevestigden. 
Halsman bracht twee jaar in de gevangenis door, waar hij tuberculose opliep. Zijn brieven uit de gevangenis werden in 1930 als boek gepubliceerd: Briefe aus der Haft an eine Freundin. Hij werd gratie verleend door de president van Oostenrijk, Wilhelm Miklas, en in oktober 1930 vrijgelaten.
Halsman verliet Oostenrijk en verhuisde naar Frankrijk, begon foto's te maken voor modebladen als Vogue en verwierf al snel een reputatie als een van de beste portretfotografen van Frankrijk. Hij stond bekend om zijn scherpe foto's in plaats van de vaak gebruikte softfocus en om zijn kort bijgesneden foto's. Toen Duitsland Frankrijk binnenviel vluchtte Halsman naar Marseille. Uiteindelijk slaagde hij erin een Amerikaans visum te verkrijgen, met hulp van familievriend Albert Einstein (die hij later in 1947 op beroemde wijze fotografeerde).
Halsman boekte zijn eerste succes in Amerika toen het cosmeticabedrijf Elizabeth Arden zijn afbeelding van model Constance Ford gebruikte tegen de Amerikaanse vlag in een reclamecampagne voor de lippenstift "Victory Red". Een jaar later, in 1942, vond hij werk bij het tijdschrift Life, waar hij hoedenontwerpen fotografeerde; een portret van een model met een Lilly Daché-hoed was de eerste van zijn 101 covers voor Life.

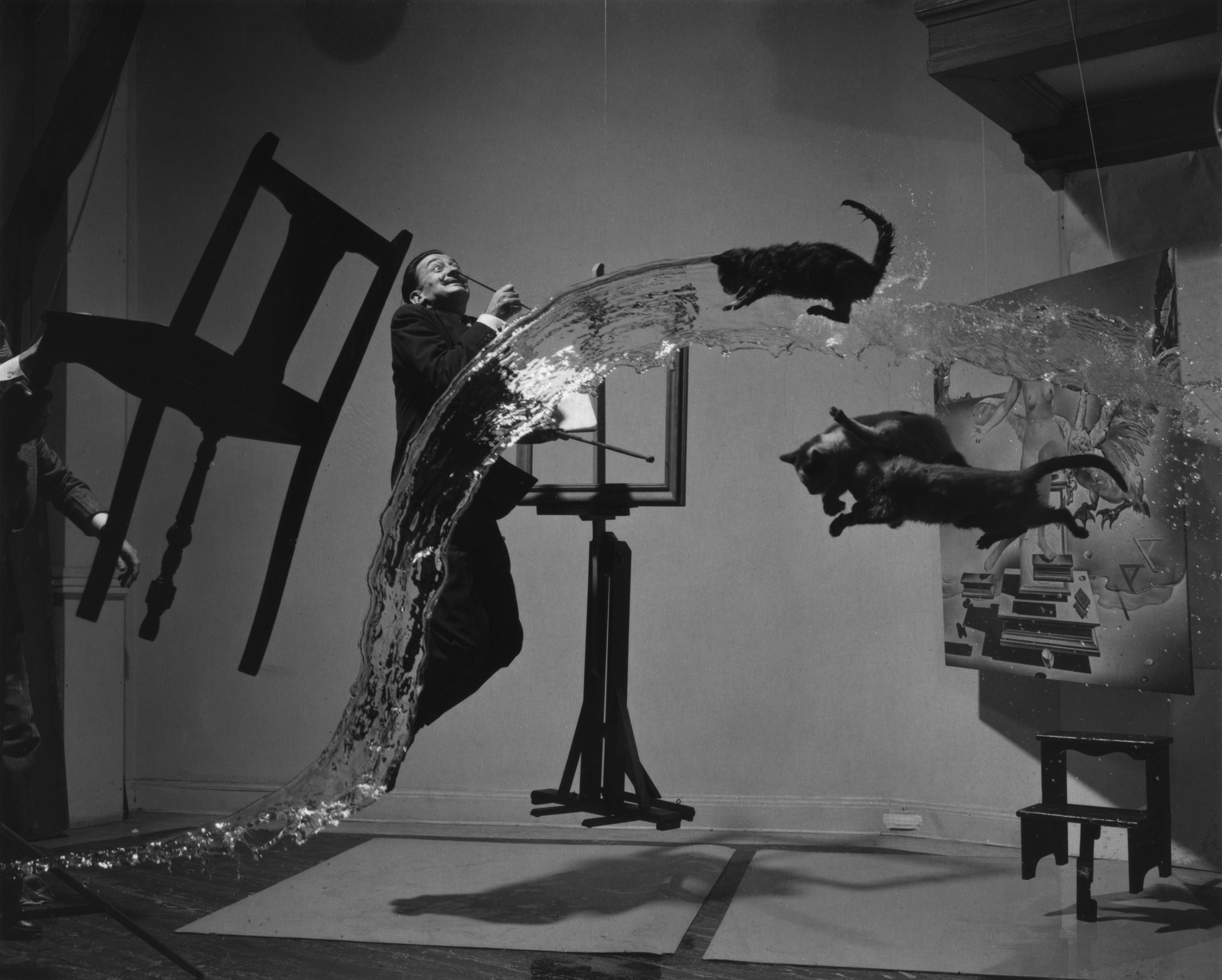
Dalí Atomicus (1948) van Halsman in een ongeretoucheerde versie, waarop de apparaten te zien zijn die de verschillende rekwisieten omhoog houden. Het schilderij in de lijst op de ezel ontbreekt.

In 1941 ontmoette Halsman de surrealistische kunstenaar Salvador Dalí. Eind jaren veertig begonnen ze samen te werken. In zijn werk Dalí Atomicus uit 1948 onderzocht hij het idee van ophanging. Hij toont drie vliegende katten, een emmer met water en Dalí in de lucht. De titel van de foto verwijst naar Dalí's werk Leda Atomica, dat op de foto achter de twee katten te zien is. Halsman zei dat er 28 pogingen nodig waren voordat een bevredigend resultaat werd bereikt. 
Halsman en Dalí publiceerden uiteindelijk in 1954 een overzicht van hun samenwerking in het boek Dali's Mustache, dat 36 verschillende weergaven van de karakteristieke snor van de kunstenaar bevat. 
Een andere bekende samenwerking tussen de twee was het werk In Voluptas Mors, een surrealistisch portret van Dalí naast een tableau vivant van zeven naakte vrouwen die poseren in de vorm een grote schedel. Halsman had drie uur nodig om de modellen te rangschikken volgens een schets van Dalí. Er zijn in de loop der jaren verschillende heropvoeringen van en toespelingen op In Voluptas Mors verschenen; de bekendste is de versie die subtiel werd gebruikt op de poster voor de film The Silence of The Lambs, terwijl een openlijke heropvoering verscheen op een promotieposter voor The Descent.
In 1947 fotografeerde Halsman een treurende Albert Einstein, die tijdens de sessie zijn spijt betuigde over zijn rol in de Amerikaanse wedloop naar atoomwapens. Dit werd een van Halsmans beroemdste foto's. De foto werd in 1966 gebruikt op een Amerikaanse postzegel en in 1999 op de cover van Time Magazine, waarin Einstein werd uitgeroepen tot "Persoon van de Eeuw".
In 1951 kreeg Halsman van NBC de opdracht verschillende populaire komieken van die tijd te fotograferen, waaronder Milton Berle, Sid Caesar, Groucho Marx en Bob Hope. Hij fotografeerde de komieken terwijl ze hun acts opvoerden, en velen werden gefotografeerd terwijl ze in de lucht sprongen, wat later de inspiratie vormde voor veel sprongfoto's van beroemdheden, waaronder de familie Ford, de hertog en hertogin van Windsor, Marilyn Monroe, María Félix en Richard Nixon.
Halsman merkte op: "Wanneer je iemand vraagt om te springen, richt zijn aandacht zich vooral op de handeling van het springen en vallen de maskers af, zodat de echte persoon verschijnt." De fotograaf ontwikkelde een filosofie rond sprongfotografie, die hij jumpology noemde. In 1959 publiceerde hij Philippe Halsmans Jump Book, dat een humoristische bespreking van jumpology bevatte en 178 foto's van beroemde springers.
In zijn boek Halsman on the Creation of Photographic Ideas uit 1961 besprak hij manieren waarop fotografen ongewone werken konden produceren door zes regels te volgen:
1. de regel van de directe benadering
2. de regel van de ongebruikelijke techniek
3. de regel van de toegevoegde ongebruikelijke eigenschap
4. de regel van de ontbrekende functie
5. de regel van samengestelde kenmerken
6. de regel van de letterlijke of ideografische methode

In zijn eerste regel legt Halsman uit dat je een sterke foto krijgt als je recht door zee en eenvoudig bent.
Om een alledaags en oninteressant onderwerp toch interessant en ongewoon te maken, geeft zijn tweede regel een aantal fotografische technieken, waaronder ongebruikelijke belichting, ongebruikelijke hoeken, ongebruikelijke composities, enzovoort.
De regel van het toegevoegde ongebruikelijke kenmerk is een poging van de fotograaf om de aandacht van het publiek te trekken door iets onverwachts. Dit kan door een ongebruikelijk kenmerk of rekwisiet in de foto te introduceren. Zo bevat de foto van Diane Arbus van een jongetje dat een handgranaat vasthoudt, iets wat Halsman een extra ongewoon kenmerk zou noemen.
Halsmans vierde regel, "het ontbrekende kenmerk", stimuleert de toeschouwer door tegen zijn of haar verwachtingen in te gaan.
De vijfde regel houdt in dat de fotograaf de andere regels moet combineren om zo originaliteit aan zijn of haar foto toe te voegen.
De letterlijke of ideografische methode van Halsman behelst ten slotte het illustreren van een boodschap in een foto door het onderwerp zo duidelijk mogelijk af te beelden.
Andere beroemdheden die door Halsman werden gefotografeerd zijn onder meer Alfred Hitchcock en François Truffaut tijdens hun interview in 1962, Martin en Lewis, Judy Garland, Winston Churchill, Marilyn Monroe, Dorothy Dandridge, Pablo Picasso en Jean Cocteau. Veel van deze foto's verschenen op de cover van Life. 
In dergelijke foto's maakte hij gebruik van verschillende van zijn fotografische regels. In een van Halsmans foto's van Winston Churchill is bijvoorbeeld het gezicht weggelaten, waardoor de foto van Halsman Churchill nog menselijker laat lijken.
In 1952 poseerde John F. Kennedy twee keer voor foto's van Halsman. Een foto van de eerste keer verscheen op de omslag van de originele editie van Kennedy's boek Profiles in Courage; een foto van de tweede keer werd gebruikt in zijn senatorscampagne.
In 1958 werd Halsman door het tijdschrift Popular Photography opgenomen in de lijst met "World's Ten Greatest Photographers" en in 1975 ontving hij de Life Achievement in Photography Award van de American Society of Magazine Photographers. In 1945 werd hij tot eerste voorzitter van deze organisatie verkozen. Hij organiseerde ook vele grote tentoonstellingen over de hele wereld.
In 1967 ontving Halsman de Golden Plate Award van de American Academy of Achievement.
In de film Jump! uit 2007 werd Halsman gespeeld door Ben Silverstone.